# Marek Grechuta

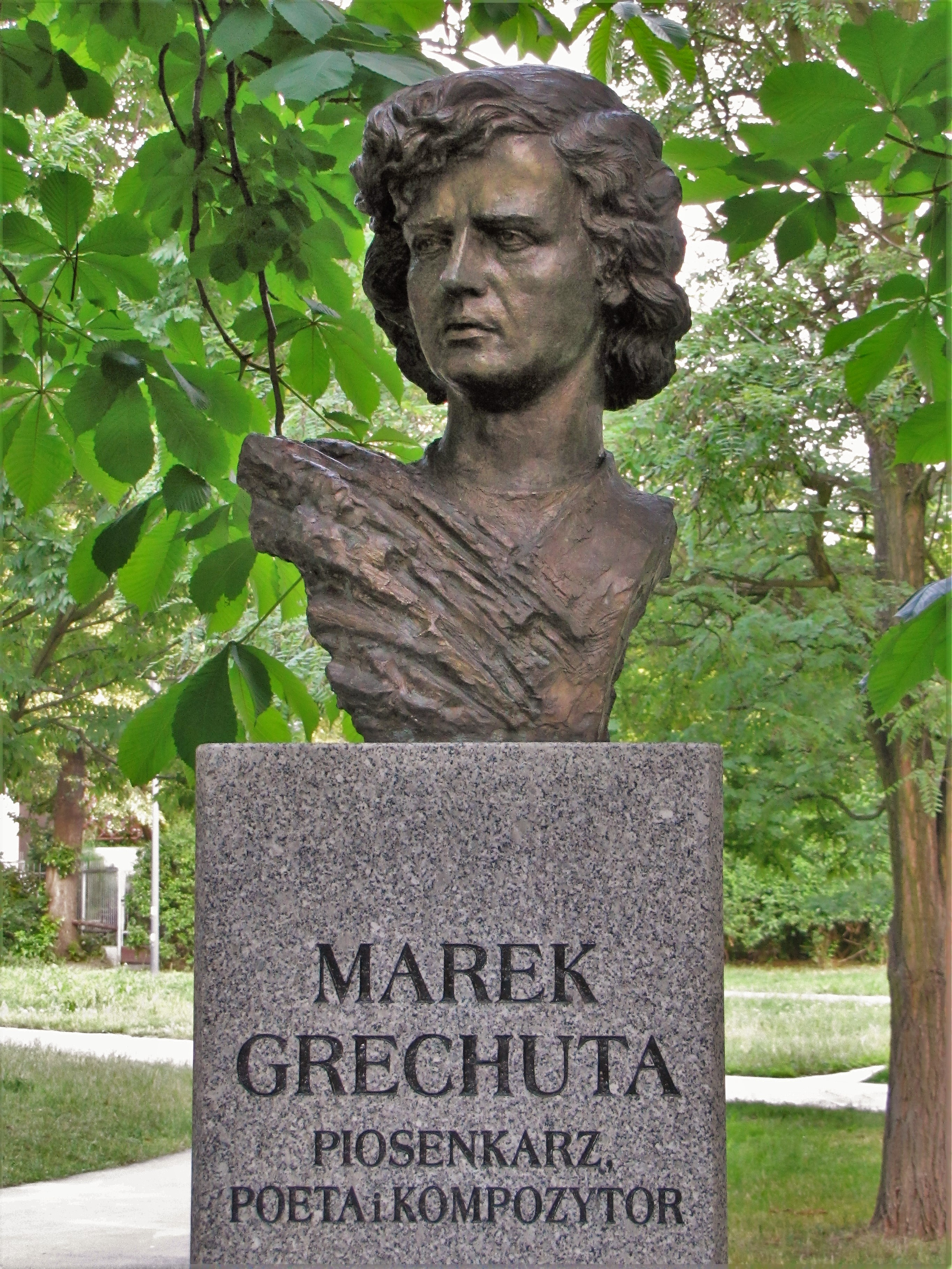
Büste Marek Grechutas in der Aleja Sław der Skwer Harcerski im. Szarych Szeregów in Kielce

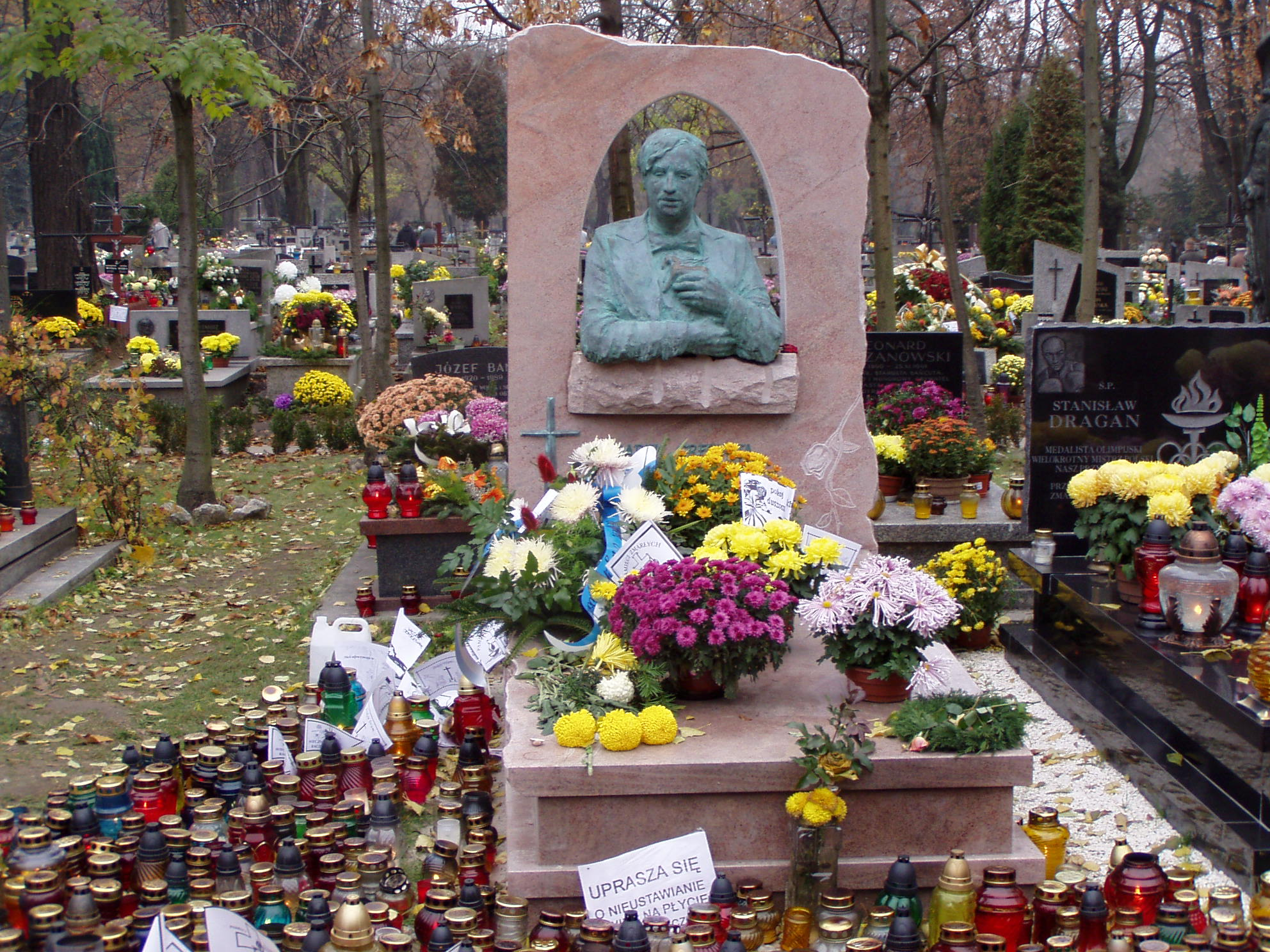
Grab Grechutas in der Aleja Zasłużonych des Krakauer Friedhofs Rakowicki

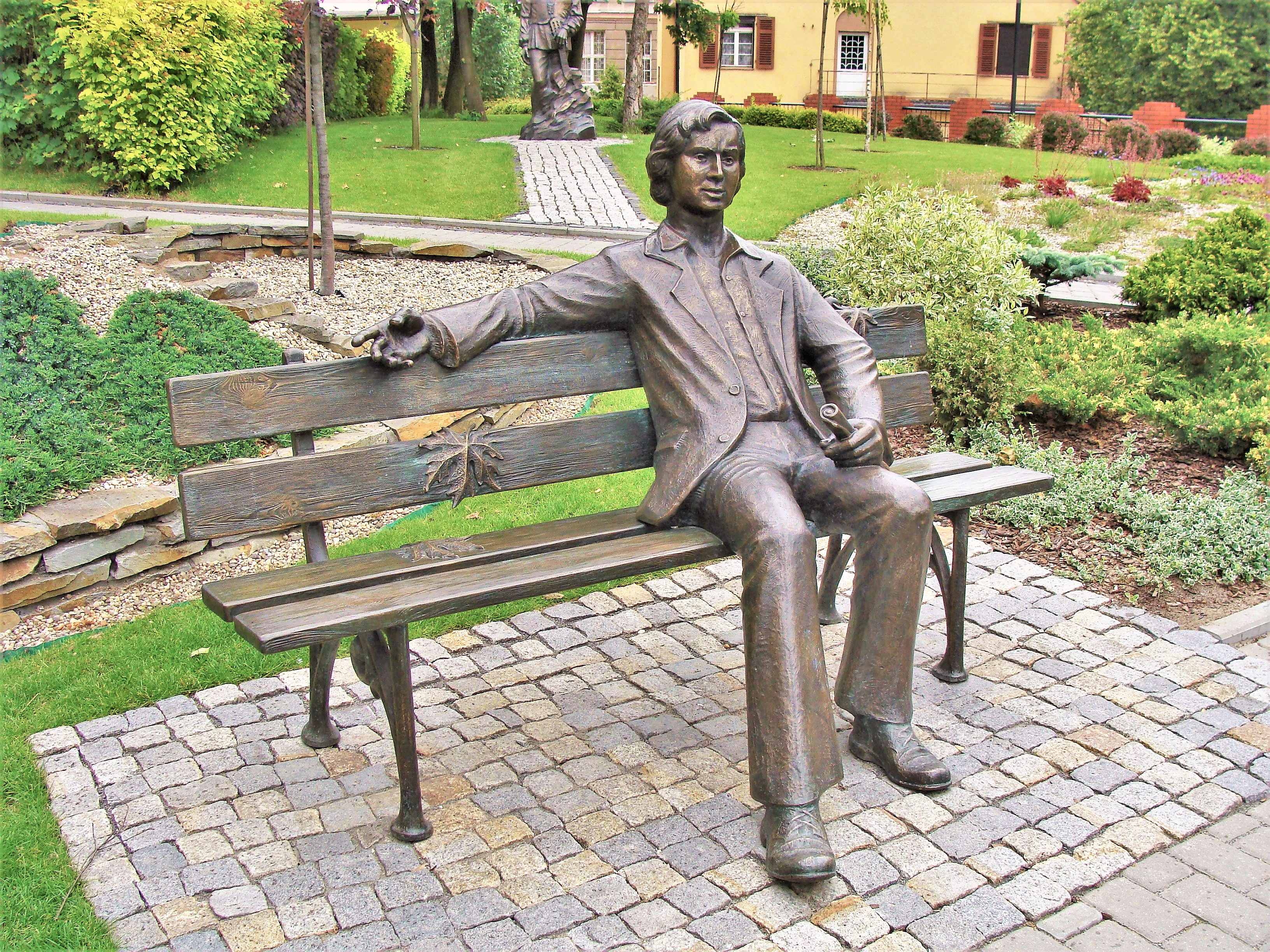
Denkmal für Marek Grechuta im Garten der Universität Oppeln

Marek Michał Grechuta (* 10. Dezember 1945 in Zamość; † 9. Oktober 2006 in Krakau) war ein polnischer Sänger, Dichter, Komponist und Maler sowie studierter Architekt. Er hegte ein besonderes Interesse für Skulpturen und die Philosophie. Er ist neben Czesław Niemen der wichtigste Vertreter der Gesungenen Poesie, ein Genre, das unter Einflüssen von Rock, Jazz-Rock und progressivem Rock dem Chanson sehr ähnlich ist.

## Leben
Marek Grechuta lernte als Kind Klavier spielen und machte sein Abitur am Kunstgymnasium in Zamość, seiner Heimatstadt. Im Jahr 1963 studierte er Architektur an der Technischen Universität Krakau. An der Krakauer Fakultät für Architektur traf er Jan Kanty Pawluśkiewicz, mit dem er das Kabarett Anawa (von frz. en avant, vorwärts) gründete. Das Kabarett ging später in der gleichnamigen Begleitband Grechutas auf.
Seinen ersten öffentlichen Auftritt hatte Grechuta im Oktober 1967 beim populären Studentenfestival der Lieder in Krakau, bei dem er mit seinem Lied Tango Anawa den 2. Platz gewann. 1968 gewann er beim VI. Landesfestival der polnischen Lieder (KFPP) in Opole die Herzen der Journalisten für seinen Song bzw. ein Jahr später nach dem VII. KFPP mit seinem neuen Lied Wesele (Hochzeit) eine der wichtigsten Auszeichnungen (Nagroda TVP). Mit der Band Anawa nahm er zwei seiner ersten Schallplatten auf: Marek Grechuta & Anawa (1970) und Korowód (1971). Beim IX. KFPP 1971 in Opole erhielt Grechuta dann mit seinem Lied Korowód (Umzug) seinen Hauptpreis. Zusammen mit der Band Anawa und insbesondere dem von Kurt Demmler ins Deutsche übertragenen Titel Wichtig sind Tage, die unbekannt sind wurde er auch in der DDR bekannt und tourte dort durchs Land.
1972 verließ Grechuta die Band Anawa und gründete eine neue mit dem Namen WIEM („Ich weiß“ bzw. kurz für W Innej Epoce Muzycznej). Mit dieser Band produzierte er zwei Alben: Droga za widnokres (1972) und Magia obłoków (1974). Diese Schallplatten waren voller Elemente aus Jazz, Rock und Texten zeitgenössischer Dichter wie Tadeusz Nowak, Tadeusz Śliwiak und Mieczysław Jastrun.
Im Jahr 1976 startete er eine zehn Jahre lange Zusammenarbeit mit dem Krakauer Kabarett-Keller Piwnica pod Baranami und begann mit der Vertonung vieler Texte von Stanisław Ignacy Witkiewicz. Beim XI. KFPP Opole gewann er mit seinem Lied Hop – szklankę piwa den Grand Prix, bei dem auch Krystyna Janda das von ihm komponierte Lied Guma do żucia vortrug. Grechuta war außerdem zusammen mit Krzysztof Jasiński und Jan Kanty Pawluśkiewicz Co-Autor des Musicals Szalona lokomotywa (Verrückte Lokomotive), zu dem Witkiewicz das Libretto schrieb. Das Musical lief zwischen 1977 und 1980 am Krakowski Teatr Scena STU und im Spodek von Katowice.
1979 nahm Grechuta eine Schallplatte mit neu komponierten Liedern zu Gedichten Tadeusz Nowaks auf, bei denen er über Teresa Iwaniszewska-Haremza, Magda Umer und Marian Opania sang. Diese Werke, ursprünglich aus dem Theaterstück Zapach łamanego chleba (Der Geruch von gebrochenem Brot), wurden vom Publikum ins Herz geschlossen. Im Jahr 1981 erschien sein Album Śpiewające obrazy (Singende Bilder), das er wieder mit der Band Anawa aufnahm, inspiriert von Gemälden berühmter Künstler wie van Gogh, Picasso, Edgar Degas, Claude Monet, Pierre-Auguste Renoir und Stanisław Wyspiański sowie aus dem Theaterstück Othello.
1984 nahm Marek Grechuta zusammen mit Krystyna Janda eine Schallplatte auf zu Gedichten von Bolesław Leśmian (1877–1937). Dazu kam zwei Jahre später mit eigenen Liedtexten das Album Wiosna - ach to ty (Frühling, ach das bist du). Ausgefüllt mit leichter Musik enthielt das Album auch Fragmente der Musik zu den Theaterstücken Colas Breugonon, Tumor Witkacego und Kroniki Olsztyńskiej. 1987 schrieb er die Musik für die Theateraufführungen von Jan Brzechwas Kopciuszek (Aschenputtel). 1989 veröffentlichte er die LP Krajobraz pełen nadziei (Landschaft voller Hoffnung). 1990 fand sein Złote-Przeboje-Livekonzert im Krakowski Teatr Scena STU statt. 1991 brachte er zusammen mit den Akteuren des Alten Theaters Krakau und dem Kinderchor Gama Kinderlieder heraus.
Im Jahre 1994 veröffentlichte Grechuta sein Album Dziesięć ważnych słów (Zehn wichtige Worte), das er den wichtigsten Grundwerten im Leben widmet. Dabei spielt er auf den Dekalog an und benennt zehn Gebote des modernen Menschen. Im Jahr 2003 erschien die Best of-CD der Rockband Myslovitz, die den Hit Kraków mit Marek Grechuta enthält.
Grechutas letztes Album Niezwykłe miejsca (Ungewöhnliche Orte) wurde 2004 veröffentlicht. Er widmete es Orten, die ihn im Leben besonders faszinierten. Kurz vor seinem Tod wurde Grechuta im Jahre 2006 noch einmal beim KFPP Opole durch den Präsidenten des TVP mit dem Grand Prix ausgezeichnet.
Marek war ab 1967 mit Ehefrau Danuta Grechuta verheiratet und Vater eines Sohnes. Er verstarb 60-jährig am 9. Oktober 2006 in Krakau. Tausende nahmen am 17. Oktober 2006 bei seiner Beerdigung auf der Aleja Zasłużonych (Allee der Verdienten) des Friedhof Rakowicki Abschied.

## Nachwirkung
Es gibt inzwischen einige Künstler, die Grechutas musikalisches Erbe auf unterschiedliche Weise aufgegriffen und interpretiert haben. Karol Namysłowski hat mit dem Philharmonieorchester aus Zamość eine Sinfonie mit einem Medley der bekanntesten Titel Grechutas im Klassik-Stil aufgenommen.
Folgende Künstler widmeten Marek Grechuta ein eigenes Musikalbum:

2001 - Wojciech Majewski Quintet Grechuta / 2006 - Grzegorz Turnau Historia pewnej podróży / 2009 - Michał Bajor Piosenki Marka Grechuty i Jonasza Kofty / 2010 - Gruppe Dzień dobry Dzień dobry Panie Marku / 2011 - Plateau (Band) Projekt Grechuta / 2012 - Kammerchor Fermata Grechuta niejednym głosem
Am 24. Februar 2025 wurde ein Asteroid nach ihm benannt: (668982) Grechuta.

## Diskografie (Auswahl)

### Studioalben
- 1970: Marek Grechuta & Anawa, Polskie Nagrania, CD Pomation EMI
- 1971: Korowód (Der Reigen), Polskie Nagrania, CD Pomation EMI
- 1972: Droga za widnokres (Der Weg nach der Unendlichkeit), Polskie Nagrania, CD Pomation EMI
- 1974: Magia obłoków (Die Magie der Wolken), Polskie Nagrania, CD Pomation EMI
- 1977: Szalona lokomotywa (Die rasende Lokomotive), Polskie Nagrania, CD Pomation EMI
- 1979: Pieśni Marka Grechuty do słów Tadeusza Nowaka (Lieder zu den Gedichten von Tadeusz Nowak), Polskie Nagrania, CD Pomation EMI
- 1980: Wesele (Die Hochzeit)
- 1981: Śpiewające obrazy (Singende Bilder), Polskie Nagrania, CD Pomation EMI
- 1984: W malinowym chruśniaku (Im Himbeergebüsch), Polskie Nagrania, CD Pomation EMI
- 1987: Wiosna – ach to ty (Frühling – du bist schon da!), Polskie Nagrania, CD Pomation EMI
- 1989: Krajobraz pełen nadziei (Landschaft voller Hoffnung), Polskie Nagrania, CD Pomation EMI
- 1990: Ocalić od zapomnienia (Vom Vergessen bewahren)
- 1991: Piosenki dla dzieci i rodziców (Lieder für Kinder und Eltern), MarkArt, CD Pomation EMI
- 1994: Dziesięć ważnych słów (Zehn wichtige Worte), MarkArt, CD Pomation EMI
- 2003: Niezwykłe miejsca (Ungewöhnliche Orte), Pomation EMI
- 2021: Złota kolekcja – dni, których nie znamy / gdzieś w nas (PL: Gold)[6]

### Konzertalben
- 1994: Upojenie
- 1997: The Best of
- 2001: Serce, Pomation EMI

### Minialben
- 1969: Serce
- 1977: Maryla Rodowicz i Marek Grechuta
- 2003: Kraków (feat. Myslovitz)

### Kompilationen
- 1973: To pejzaż mojej ziemi
- 1975: Zagrajcie nam dzisiaj wszystkie srebrne dzwony
- 1978: Songi Teatru STU
- 1981: Piosenki Solidarności
- 1990: Złote przeboje vol. I (Goldhits Vol. I), CD MarkArt
- 1990: Ocalić od zapomnienia
- 1993: Jeszcze pożyjemy
- 1997: Złote przeboje II (Goldhits Vol. II), CD MarkArt
- 1999: Złota kolekcja vol. I (Goldkollektion Vol. I: Dni, których nie znamy, Pomation EMI 1999, PL: ×2Doppelplatin )
- 2001: Piwnica pod Baranami
- 2004: Złota kolekcja vol. II (Goldkollektion Vol. II: Gdzieś w nas, Pomation EMI, PL: Gold)
- 2005: Świecie nasz (15 CDs, EMI 2005, PL: ×3Dreifachplatin )
- 2005: Godzina miłowania
- 2006: Unikaty (CD zum Buch „Marek Grechuta. Portret artysty“)
- 2011: 40 piosenek (40 Lieder, PL: Gold)

### Singles
- 1969: Nie dokazuj (PL: Gold)
- 1977: Gaj / Mały barek w Santa Cruz (mit Maryla Rodowicz)
- 1978: Muza Pomyślności / Głos
- 1979: Hop Szklankę Piwa / Song O Ciszy (mit Jonasz Kofta)
- 1990: Będziesz moją panią (PL: Gold)

## Gedichte Grechutas (Auswahl)
- 1985: Będziesz się uśmiechać
- 1988: Sztandary
- 1990: Na serca dnie
- 1990: Krajobraz pełen nadziei[1]